# Aline Black
Aline Elizabeth Black (* 23. März 1906 in Norfolk; † 22. August 1974 ebenda) war eine US-amerikanische Bürgerrechtlerin.

## Leben
Black arbeitete als Lehrerin in ihrer Heimatstadt Norfolk. Sie machte 1926 ihren Abschluss am Virginia Normal and Industrial Institute (der heutigen Virginia State University), setzte 1931 ihr Studium an der University of Pennsylvania in Philadelphia fort und erhielt 1935 einen Master of Science. Während des Zweiten Weltkriegs heiratete sie Frank A. Hicks, mit dem sie eine Tochter hatte.
Black engagierte sich aktiv gegen die Ausgrenzung schwarzer Bürger, an der sie selbst zu leiden hatte. Ihre weißen Kollegen erhielten nämlich einen deutlich besseren Lohn als sie selbst. Unterstützt von ihrer lokalen Lehrergewerkschaft und der National Association for the Advancement of Colored People (NAACP) klagte sie 1939 am circuit court. Nachdem dieser die Klage abgewiesen hatte, reichten Blacks Anwälte, zu denen auch Thurgood Marshall gehörte, Berufung ein. In der Zwischenzeit war Black von der lokalen Schulaufsicht gekündigt worden. Der Oberste Gerichtshof von Virginia entschied daher, dass Black ohne Lehramt nicht mehr gegen ihren ungerechten Lohn klagen könne. Die afroamerikanische Gemeinschaft Norfolks war empört über die Entscheidung des Gerichts und klagte erneut, diesmal mit dem Lehrer Melvin O. Alston als Kläger. Der Oberste Gerichtshof entschied schließlich 1940, dass gemäß des 14. Zusatzartikels zur Verfassung Lehrer ungeachtet ihrer Hautfarbe den gleichen Lohn erhalten müssten.
Black durfte 1941 an ihre alte Schule zurückkehren. Sie setzte ihre Arbeit für die Bürgerrechtsbewegung fort und ging 1973 in den Ruhestand. Sie verstarb ein Jahr später.